# Peter Sodann
Peter Sodann (Meißen, 1936. június 1. – Halle, 2024. április 5.) német színházi színész és filmszínész.

## Élete és pályafutása
Tagja volt a Szabad Német Ifjúságnak. Felsőfokú tanulmányait Jurában, majd Lipcsében végezte. 2009-ben ő volt a PDS szövetségi elnökjelöltje. Első házasságából négy gyermeke született, második házasságát 1995-ben kötötte.

## Filmjei
- 1973: Stülpner-Legende (tévéfilm)
- 1978: Der gepuderte Mann im bunten Rock oder Musjöh lebt gefährlich (tévéfilm)
- 1979: Addio, piccola mia
- 1981: Jockei Monika (tévéfilm)
- 1984: Biberspur
- 1984: Kaskade rückwärts
- 1984: Eine sonderbare Liebe
- 1984: Erscheinen Pflicht
- 1985: Der Doppelgänger
- 1985: Gritta von Rattenzuhausbeiuns
- 1986: Blonder Tango
- 1986: Der Hut des Brigadiers
- 1986: Ernst Thälmann
- 1986: Jan auf der Zille
- 1987: Der Staatsanwalt hat das Wort
- 1987: Liane
- 1987: Sansibar oder der letzte Grund
- 1988: De Hvite bussene
- 1988: Froschkönig
- 1989: Vera – Der schwere Weg der Erkenntnis
- 1989: Zwei schräge Vögel
- 1989: Verbotene Liebe
- 1990: Marie Grubbe
- 1991: Begräbnis einer Gräfin
- 1991: Der Tangospieler
- 1991: Farssmann oder zu Fuss in die Sackgasse
- 1991: Jugend ohne Gott
- 1991: Trutz
- 1992: Jana und Jan
- 1992: Sterne des Südens
- 1992–2007: Tetthely (Tatort) tévésorozat
- 1993: Wehner – die unerzählte Geschichte
- 1995: Nikolaikirche
- 1996: Die Spur der roten Fässer
- 1996: Wolffs Revier
- 1997: Leinen los für MS Königstein
- 1997: Sardsch
- 1997–2000: Tanja
- 2000: Deutschlandspiel
- 2001: Herzstolpern
- 2001: Liebesau – Die andere Heimat
- 2002: Die Farce – Geschichte einer Verhaftung (dokumentumfilm) – rendezte: Thomas Gaevert
- 2003: Das Bisschen Haushalt
- 2003: Tage des Sturms
- 2005–2007: Ki.Ka-Krimi.de
- 2006: Die Frau des Heimkehrers
- 2006: Die Könige der Nutzholzgewinnung
- 2006: In aller Freundschaft (305. rész, Ehen auf dem Prüfstand)
- 2008–: Schloss Einstein (2012-től vendégszereplő)
- 2011: In aller Freundschaft (522. rész, Unter der Oberfläche)
- 2012: Der Turm (TV)
- 2013: Die Männer der Emden
- 2014: Dahoam is dahoam
- 2015: Zorn – Vom Lieben und Sterben